# Dead by April
Dead by April är ett svenskt metalcoreband från Göteborg som bildades i februari 2007. Det självbetitlade debutalbumet gavs ut i maj 2009. Under 2010 lämnade båda gitarristerna, Pontus Hjelm och Johan Olsson, bandet. Hjelm är numera en av bandets låtskrivare och producenter, som bland annat har skrivit bandets låt "Mystery" som tävlade i Melodifestivalen 2012. Låten gick direkt vidare till Globen och finalen.

## Historia
Bandet bildades 2007 av den tidigare Nightrage-medlemmen Jimmie Strimell, tillsammans med gitarristen Pontus Hjelm. Därefter anslöt sig vänner och gamla bandmedlemmar från bl.a. Nightrage, Cipher System och Dead by April hade bildats. I bandets tidiga historia anlitades Martin Meyerman som gitarrist som också gav bandet dess namn, projektet var tidigare känt som "Pitbull".
Bandet släppte två demolåtar under 2007 och 2008. År 2008 fick de utmärkelser för "Bästa nykomling", från "Swedish Metal Awards" och "Bandit Rock Awards".
Den första singeln, Losing You, var med i trailern för TV-programmet Robinson 2009. En musikvideo till Losing You publicerades på Youtube och på bandets Myspace-sida 22 mars 2009. Den publicerades även på en DVD med extramaterial som kunde köpas tillsammans med låtens album.
I oktober 2008 skrev Dead by April skivkontrakt med Universal Music. Det självbetitlade debutalbumet gavs ut 13 maj 2009. Hela albumet fanns att lyssna till på bandets Myspace från 7 maj. Albumet är producerat av Henrik Edenhed som tidigare varit producent för bland andra Robyn, Lambretta, Teddybears, Christian Walz och The Sounds.
Den 23 april 2010 meddelade bandet att Pontus Hjelm lämnat bandet permanent, bland annat för att han ville koncentrera sig på sitt jobb som låtskrivare. Den 22 oktober tillkännagavs att även gitarristen Johan Olsson lämnar bandet.
I december 2010 blev det klart att bandet skulle släppa ett samlingsalbum med namnet Stronger  i början av 2011. Albumet skulle omfatta några nyinspelningar, bonuslåtar och en demoversion av den nya låten "More Than Yesterday", som kommer att finnas på deras andra studioalbum. Samlingsalbumet släpptes den 24 januari 2011 och är den första utgåvan med Zandro Santiago som sångare.
Den 2 maj 2011 gick bandet ut via sin Facebook-sida att en ny singel med namnet "Within My Heart" skulle släppas digitalt den 16 maj. Singeln är den första inför det kommande studioalbumet, som släpptes den 21 september samma år. Singeln innehöll låtarna "Within My Heart", "Two Faced" och "Unhateable". "Within My heart" teasern släpptes redan så tidigt som i augusti 2010, medan "Two Faced" är en helt ny sång och "Unhateable" en nyinspelning på ett tre år gammalt demo med Zandro Santiago som huvudsångare. En annan ny låt med namnet "You Should Know" har spelats live, och finns även med på det andra studioalbumet.
Den 18 mars 2013 gick bandet ut via sin Facebook-sida att Jimmie Strimell inte är med i bandet längre. En ersättare var redan funnen, Christoffer "Stoffe" Andersson som tidigare varit med som ersättare i Sonic Syndicate och dessutom varit med i Marcus Wessléns tidigare band By Night.
Den 12 februari 2014 släppte Dead by April albumet Let the World Know. Kort därefter lämnade Alexander Svenningson bandet och ersattes av Marcus Rosell. I november 2014 lämnade Zandro Santiago bandet för att fokusera på andra projekt. Hans roll som ren sångare kommer att skötas av gitarristen Pontus Hjelm. 

### Livespelningar
Dead by April har spelat i Sverige och Europa. Sommaren 2008 spelade bandet på Hultsfredsfestivalen och under hösten deltog Dead by April i "Close-Up Made Us Do It"-turnén i Norge och Sverige tillsammans med Dark Tranquillity och Engel. Till sommaren 2009 var bandet bokat bland annat för Storsjöyran, Ruisrock, Metaltown, Hultsfredsfestivalen, Siesta!, Tivolirock, Piteå dansar och ler, Rockweekend och Sonisphere-festivalens svenska stopp i Hultsfred men även tvådagarsupplagan i Knebworth, England.
Bandet uppträdde även på Sonisphere Stockholm sommaren 2011, Dreamhack vintern 2011 och Sommarrock i Svedala sommaren 2014.
Under en akustisk livespelning den 11 juli gick bandet officiellt ut med att deras andra studioalbum kommer att släppas den 21 september.

### Melodifestivalen 2011/2012
Den 19 februari 2011 uppträdde bandet tillsammans med Lena Philipsson i en mellanakt i Melodifestivalen 2011. Anledningen till att bandet var med, var att Lena Philipsson blivit omvandlad från schlagerartist till rocksångare. Tillsammans framförde bandet och Philipsson en rockversion av Philipssons "Dansa i neon". Låten framfördes på engelska. 
Den 9 november 2011 meddelade Sveriges Television att den tidigare bandmedlemmen Pontus Hjelm fått med bidraget "Mystery" i Melodifestivalen 2012. De tävlade i den första deltävlingen som hölls i Växjö den 4 februari 2012 och gick direkt till finalen i Globen där de slutade på 7:e plats.
Dead by April vann en Rockbjörn 2012 i kategorin "Bästa hårdrock/metal".

## Musikstil
Bandet spelar en mer radiovänligt uppbyggd Metalcore. Growl och metal och hardcore förekommer ofta i verserna medan den rena sången och popen oftast kommer i refrängerna.

## Medlemmar
Nuvarande medlemmar
- Christopher Kristensen – growl (2020– )
- Pontus Hjelm – gitarr, keyboard (2007–2010, 2011– ), sång (2009–2010, 2014– )
- Marcus Wesslén (även i By Night) – basgitarr (2008– )
- Marcus Rosell – trummor (2014– )

Bildgalleri

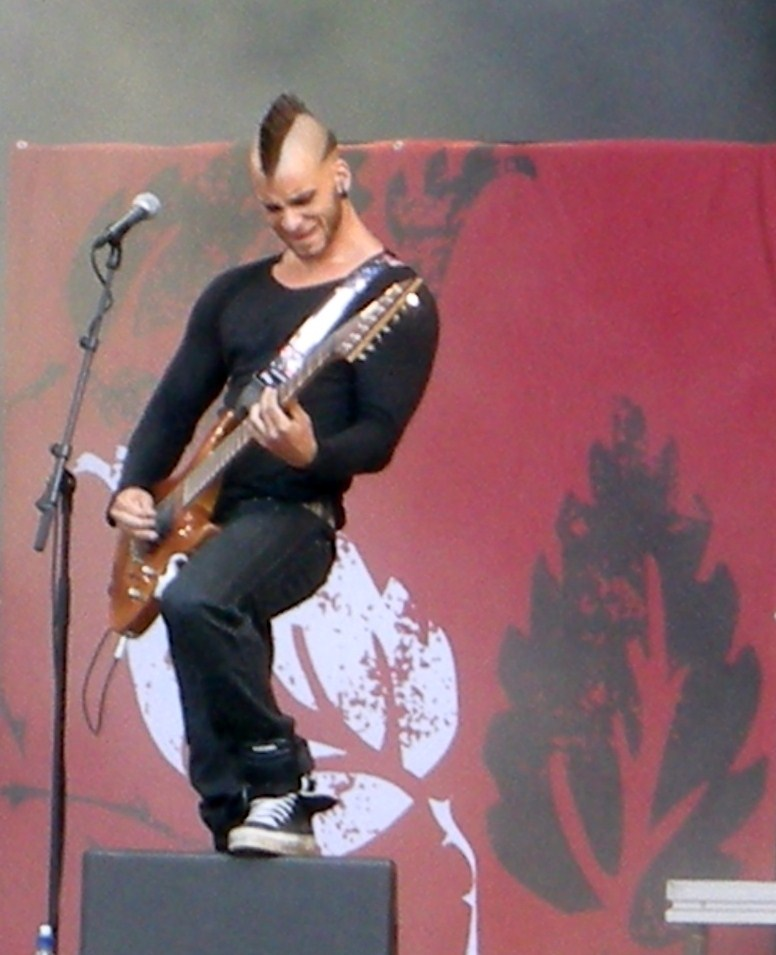
Pontus Hjelm, Sonisphere 2009
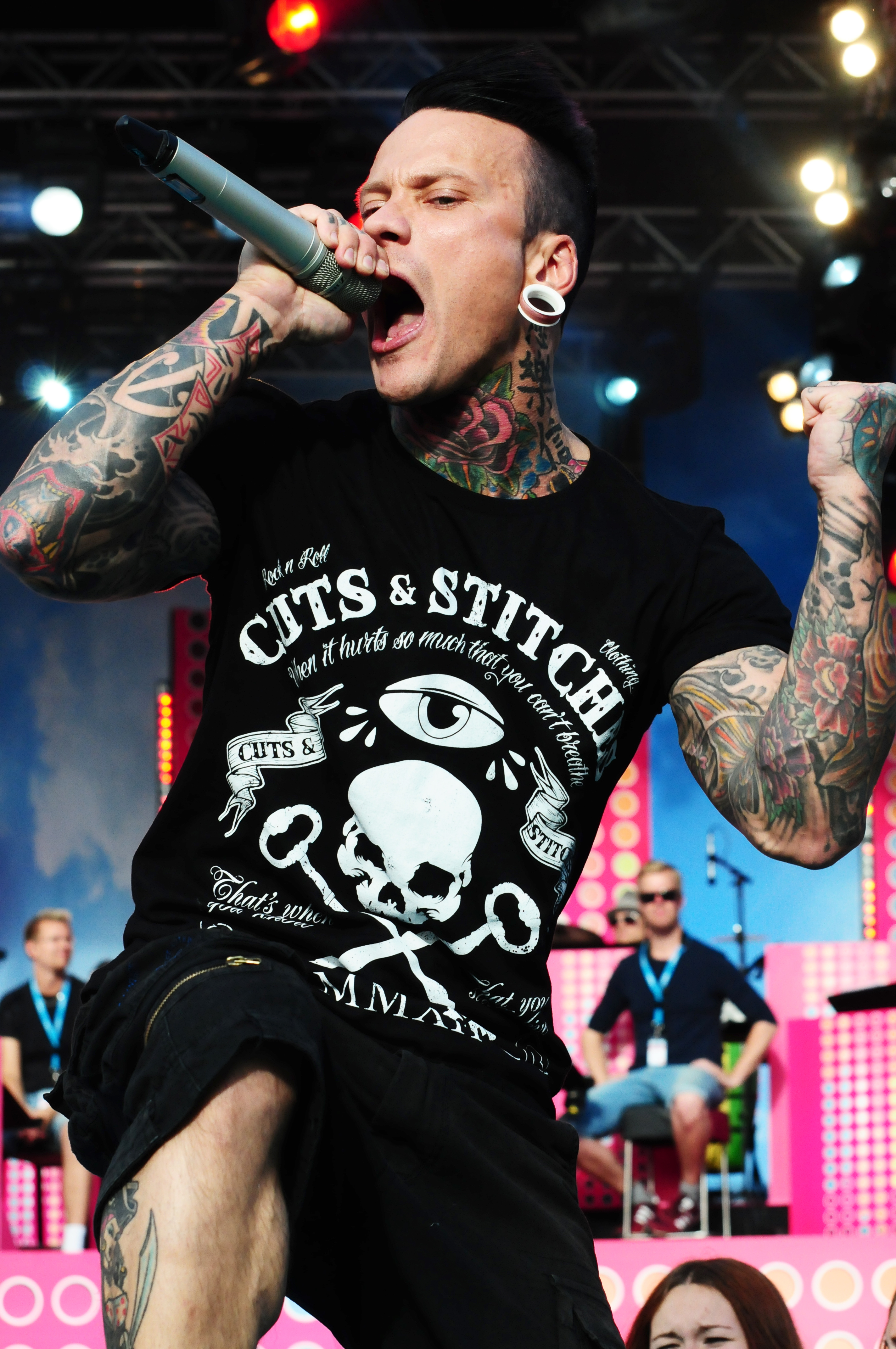
Jimmie Strimell, Sonisphere 2009
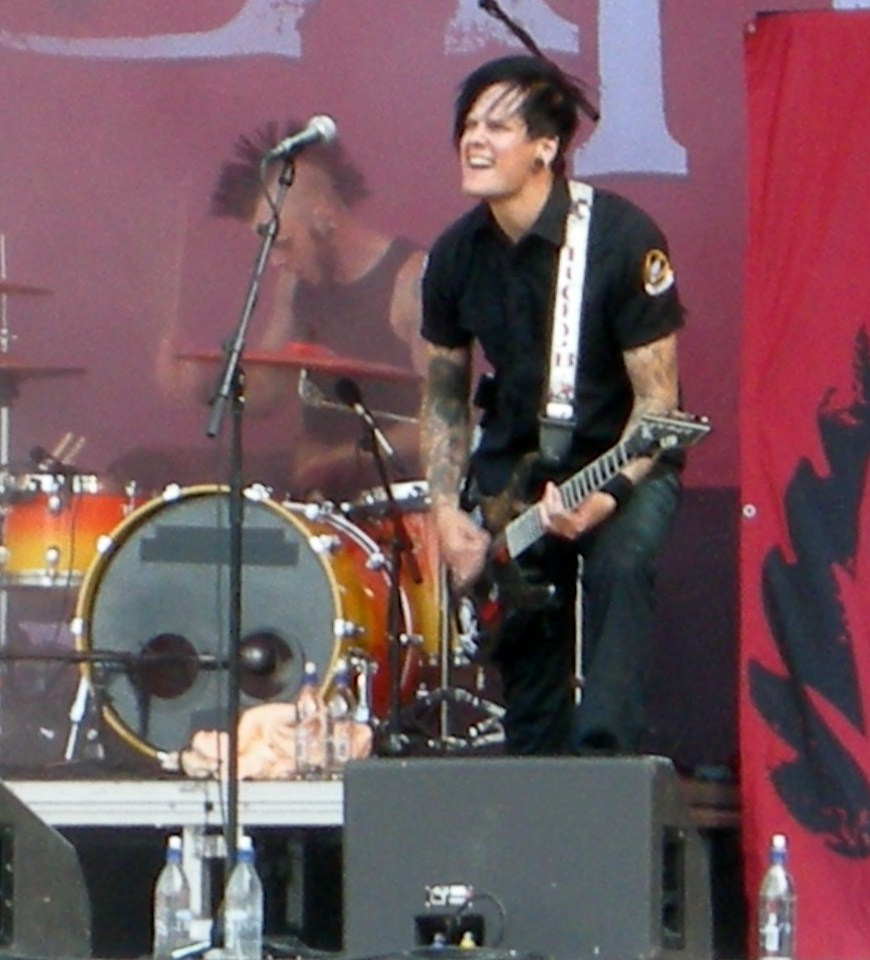
Johan Olsson, Sonisphere 2009
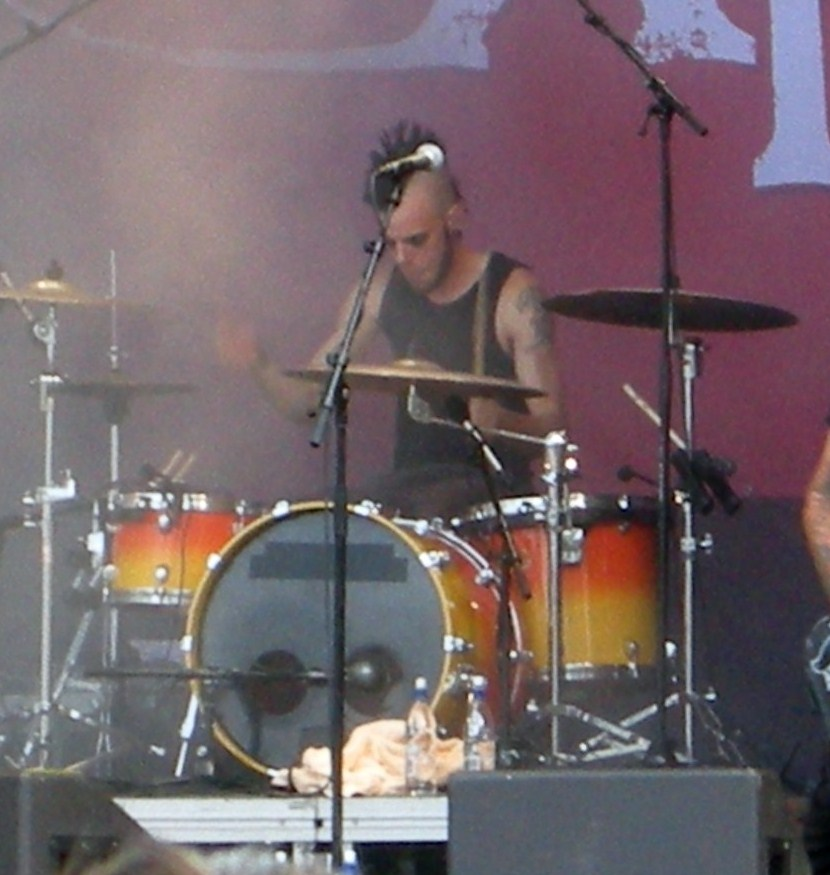
Alex Svenningson, Sonisphere 2009

Tidigare medlemmar
- Henric Carlsson – basgitarr (2007–2008)
- Johan Eskilsson – gitarr (2007)
- Johan Olsson – gitarr (2007–2010)
- Martin Meyerman – gitarr (Zombiekrig)
- Alexander Svenningson – trummor (2007–2014)
- Zandro Santiago – sång (2010–2014)
- Christoffer "Stoffe" Andersson – growl (2013–2017)
- Jimmie Strimell (tidigare i Nightrage)[10] – growl, sång (2007–2013, 2017-2020)

## Diskografi

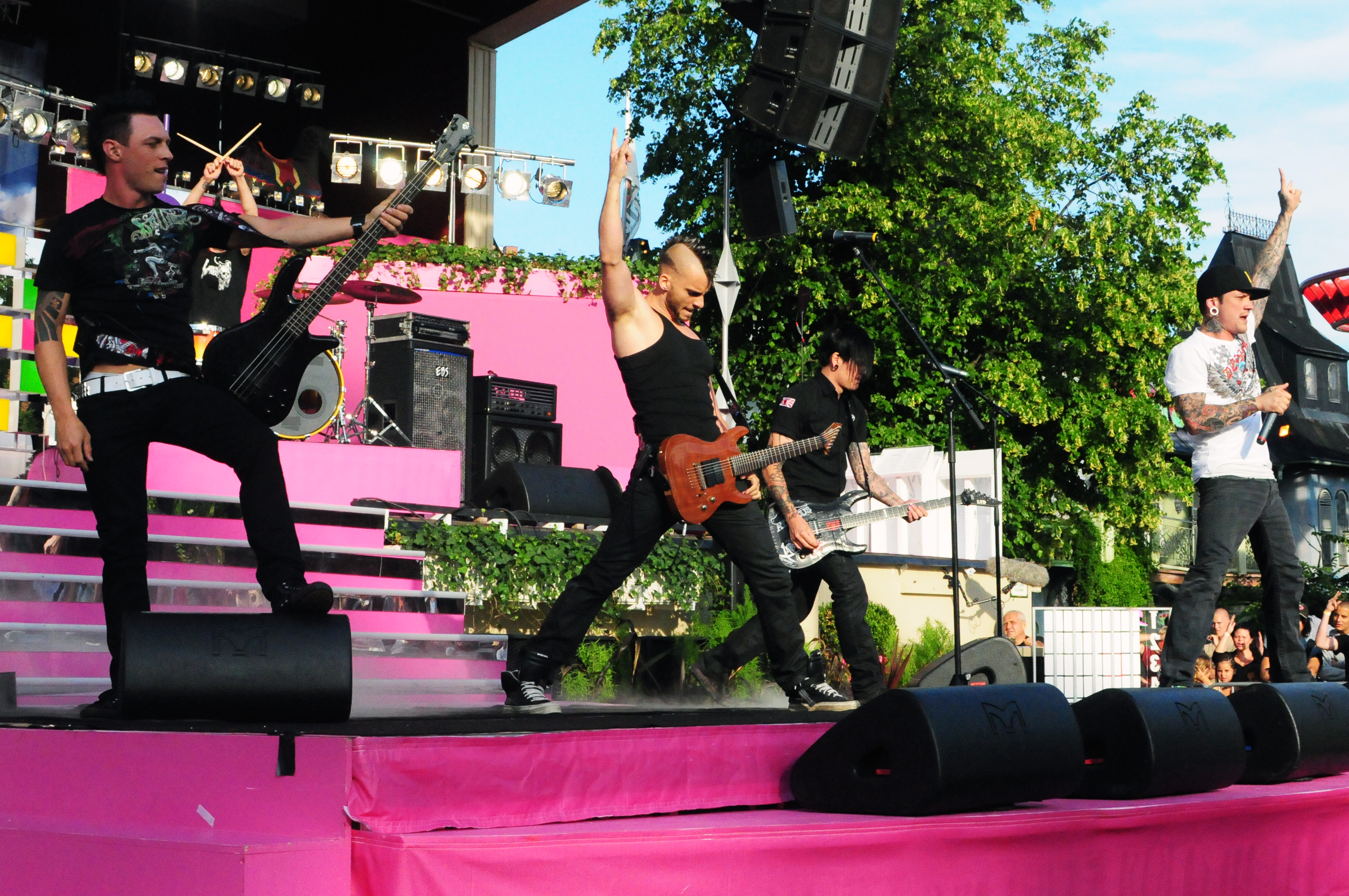
Dead By April besöker Sommarkrysset.

Demoalbum
| Titel                   | Utgivning |
| ----------------------- | --------- |
| Dead by April (Demo I)  | 2007      |
| Dead by April (Demo II) | 2008      |

Studioalbum
| Titel              | Utgivningsdatum   | Label                 |
| ------------------ | ----------------- | --------------------- |
| Dead by April      | 13 maj 2009       | Universal Music Group |
| Incomparable       | 21 september 2011 | Universal Music Group |
| Let the World Know | 12 februari 2014  | Universal Music Group |
| Worlds Collide     | 7 april 2017      | Universal Music Group |
| The Affliction     | 26 januari 2024   |                       |

Samlingsalbum
| Titel    | Utgivningsdatum | Label                 |
| -------- | --------------- | --------------------- |
| Stronger | 24 januari 2011 | Universal Music Group |

### Singlar
- Falling Behind (demo) - 2007
- Losing You - 2009
- What Can I Say - 2009
- Angels Of Clarity - 2009
- Love Like Blood/Promise Me - 2010
- Within My Heart - 2011
- Lost - 2011
- Calling - 2011
- Dancing In The Neon Light (med Lena PH) - 2011
- Mystery - 2012
- Freeze Frame - 2013
- As A Butterfly - 2013
- Breaking Point - 2016
- My Heart is Crushable - 2017
- Perfect The Way You Are - 2017
- Warrior - 2017
- Numb (Linkin Park cover) - 2017
- Memory - 2020
- Bulletproof - 2020
- Heartbeat Failing - 2021
- Collapsing - 2021
- Anything At All - 2021
- Better Than You - 2022
- Me - 2022
- Wasteland (med The Day We Left Earth) - 2023
- Dreamlike - 2023
- My Light - 2023
- Hurricane (med The Day We Left Earth) - 2023
- Feeding Demons (med Self Deception) - 2023
- Break My Fall (med Samuel Ericsson) - 2023
- Outcome (med Smash Into Pieces och Samuel Ericsson) - 2024
- Parasite (med The Day We Left Earth och Cyhra) - 2024
- Brain Tissue - 2025
- Naked - 2025